# Drouet de Dammartin

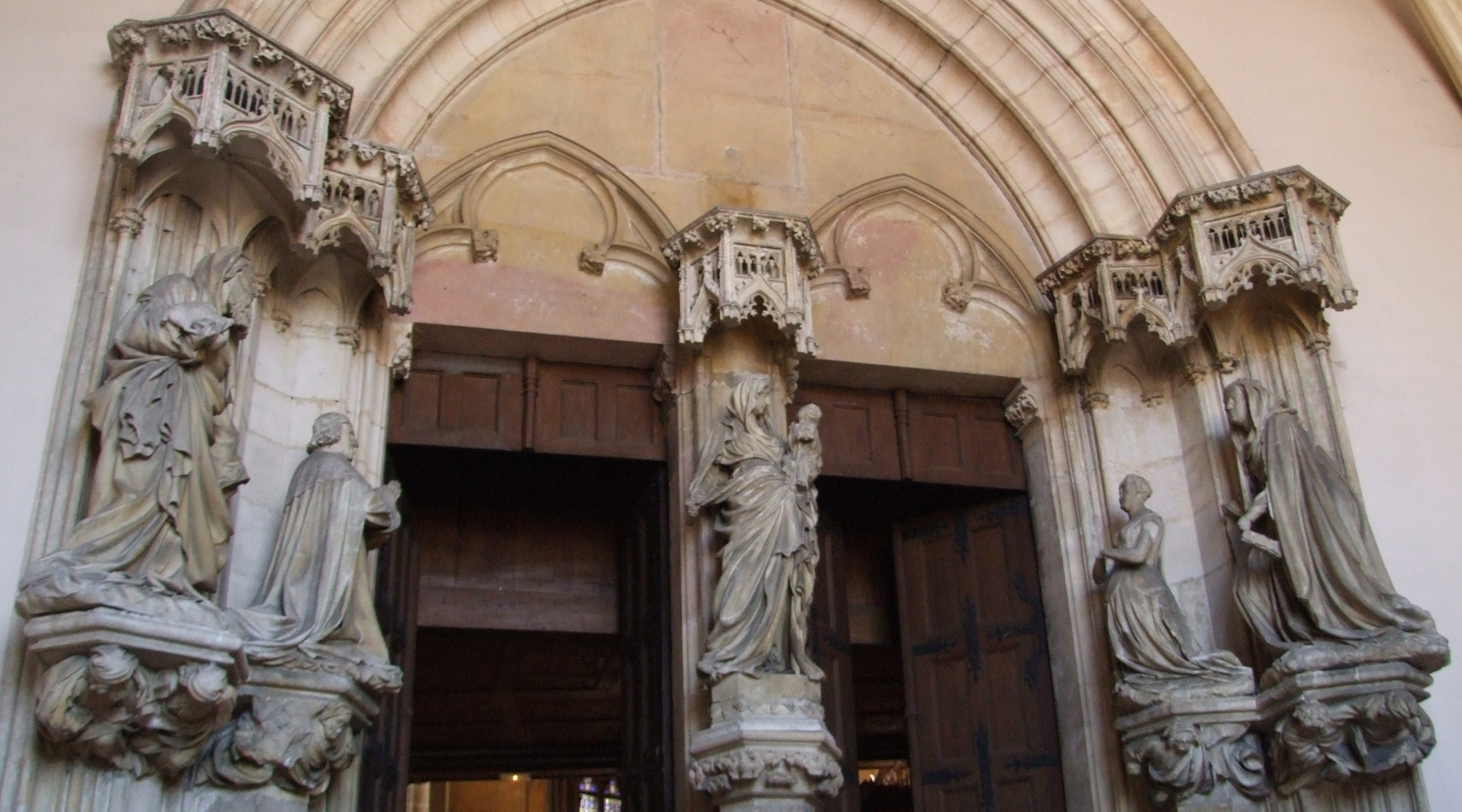
Ingang van de kapel, kartuizerklooster Champmol, Dijon

Drouet de Dammartin of Dreux de Dammartin, soms ook Dampmartin, (? - 1413), was een Franse beeldhouwer en architect.

## Levensloop en werk
Van Drouet de Dammartin is betrekkelijk weinig bekend. Uit rekeningen valt op te maken dat hij werkzaam was voor de Franse koning Karel V en diens broer, hertog Jan van Berry, in Parijs en Bourges. In Troyes nam hij deel aan de bouw van de kathedraal. In 1383 werd hij door de Bourgondische hertog Philips de Stoute belast met de bouw van het kartuizerklooster Champmol bij Dijon. Veel van zijn werk is verdwenen maar van de ingang van de nog bestaande kapel van het klooster in Dijon wordt de conceptie aan hem toegeschreven, evenals van de Sainte Chapelle in Dijon. Na 1398 werkte hij weer voor de hertog van Berry. Zijn oudere broer Guy, zijn zoon Jean en kleinzoon Huguet waren eveneens architect en beeldhouwer.
- Gemeinsame Normdatei: 129417718
- International Standard Name Identifier: 0000 0000 1728 0636
- Union List of Artist Names: 500072405
- Virtual International Authority File: 67545155